# ربياتو نجويا
ربياتو نجويا (15 أكتوبر 1945 - 9 أبريل 2021) كاتبة من الكاميرون، وهي أحد أعضاء عائلة بامون. كونها وريثة مشاركة ومستشارًة لملك بامونس. اشتهرت بمؤسستها الخيرية وبأعمالها الأدبية. حصلت على وسام الاستحقاق عام 1994، ووسام البسالة عام 2006.
توفيت نجويا في فومبان في 9 أبريل 2021، عن عمر يناهز 75 عامًا.